# Brusson (Aostatal)
Brusson (walserdeutsch Britze oder  Brützu) ist eine italienische Gemeinde im Aostatal und hat 814 Einwohner (Stand 31. Dezember 2023).

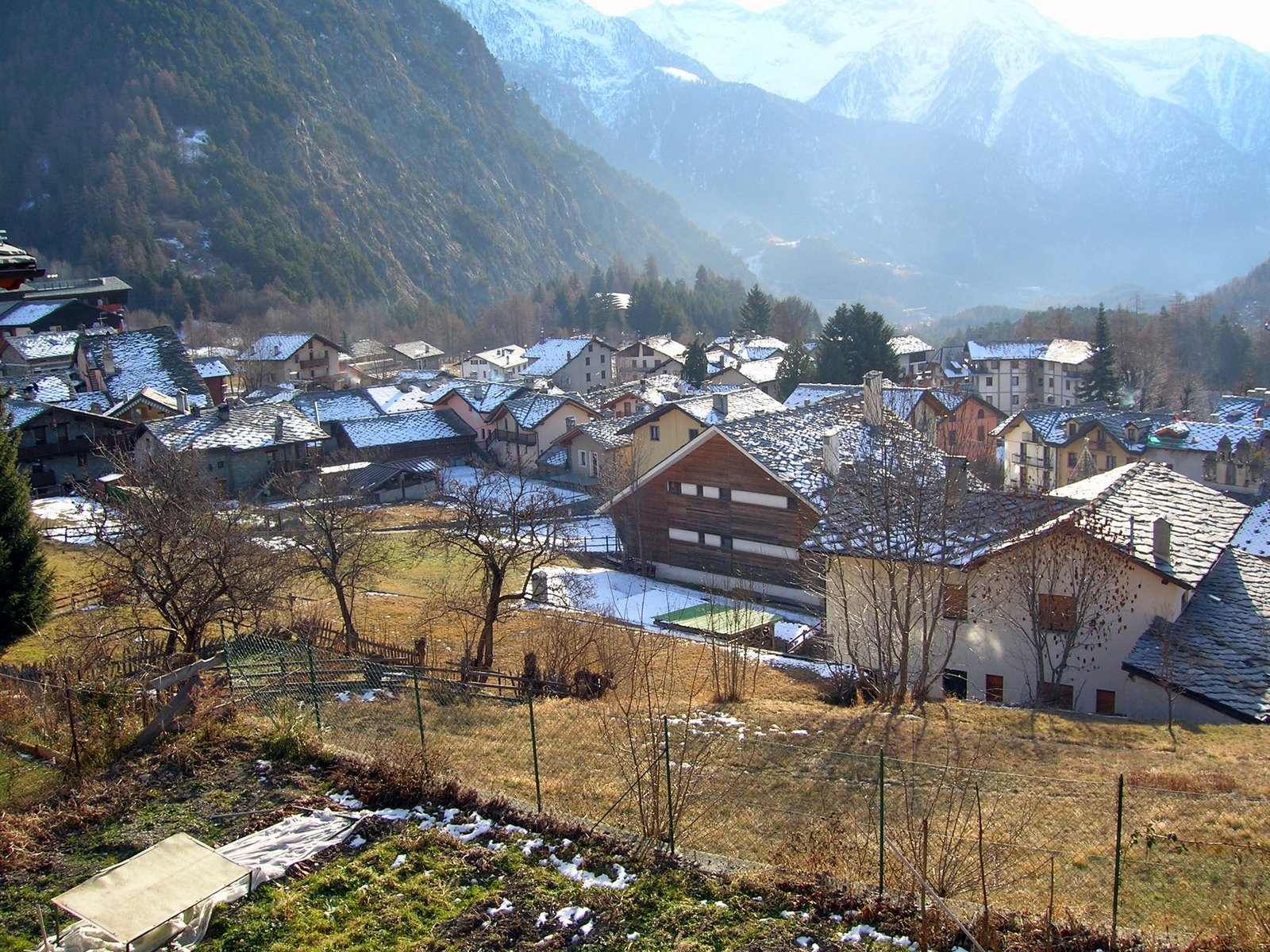
Brusson

## Lage
Brusson liegt etwa 50 Kilometer östlich von Aosta. Die Anschlussstelle Verrès der Autobahn A5 ist etwa 16 Kilometer vom Ort entfernt.
Die Gemeinde gehört der Unité des Communes valdôtaines Évançon an. Die Nachbargemeinden sind Ayas, Challand-Saint-Anselme, Émarèse, Gaby, Gressoney-Saint-Jean, Issime, Saint-Vincent. Die Ortsteile sind Pasquier, La Croix, Vollon, Estoul, La Pilaz, Arcésaz, Extrepierre, Fontaine, Graines, Curien und Fénille.
Vom Ortsteil Estoul (1815 m) kann man in zwei Stunden Gehzeit die Berghütte Rifugio Arp erreichen.

## Geschichte
Der Ort besteht seit dem Mittelalter. Von 1939 bis 1946 trug Brusson den italianisierten Namen Brussone.

## Wirtschaft
Der wichtigste Wirtschaftszweig im Sommer und im Winter ist der Tourismus. Es gibt Skilifte und Langlaufloipen. In der Landwirtschaft wird Milch und Käse produziert.

## Sehenswürdigkeiten

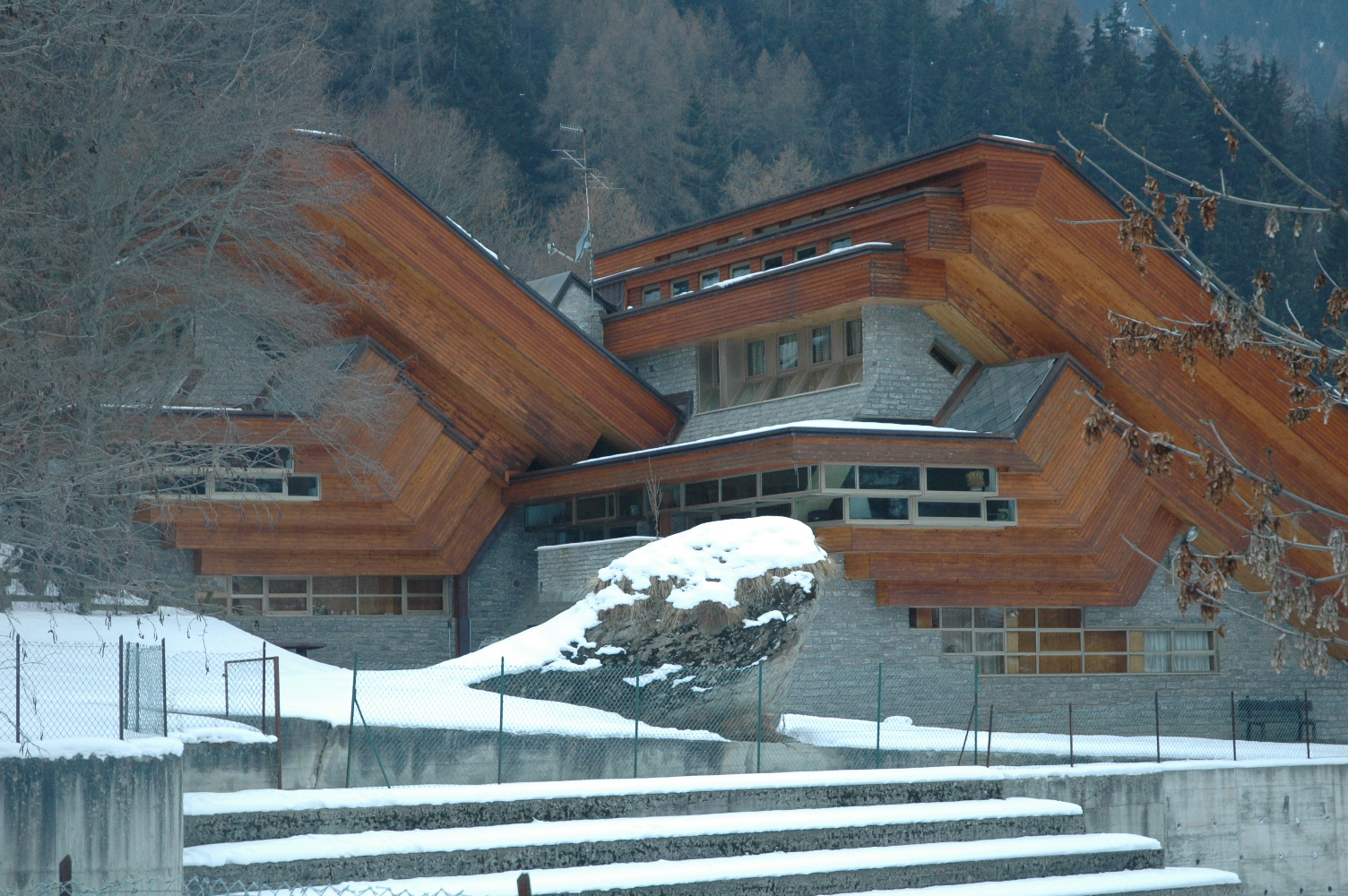
Die Casa Beretta

Die Casa Beretta wurde von 1968 bis 1974 von dem Architekten Mario Galvagni erbaut. Im Ort befindet sich die Villa Helvetia, erbaut 1913. Es ist eine typische Villa im Baustil der damaligen Zeit. In der Nähe des Ortes liegt das Schloss von Graines.

## Goldmine Chamousira

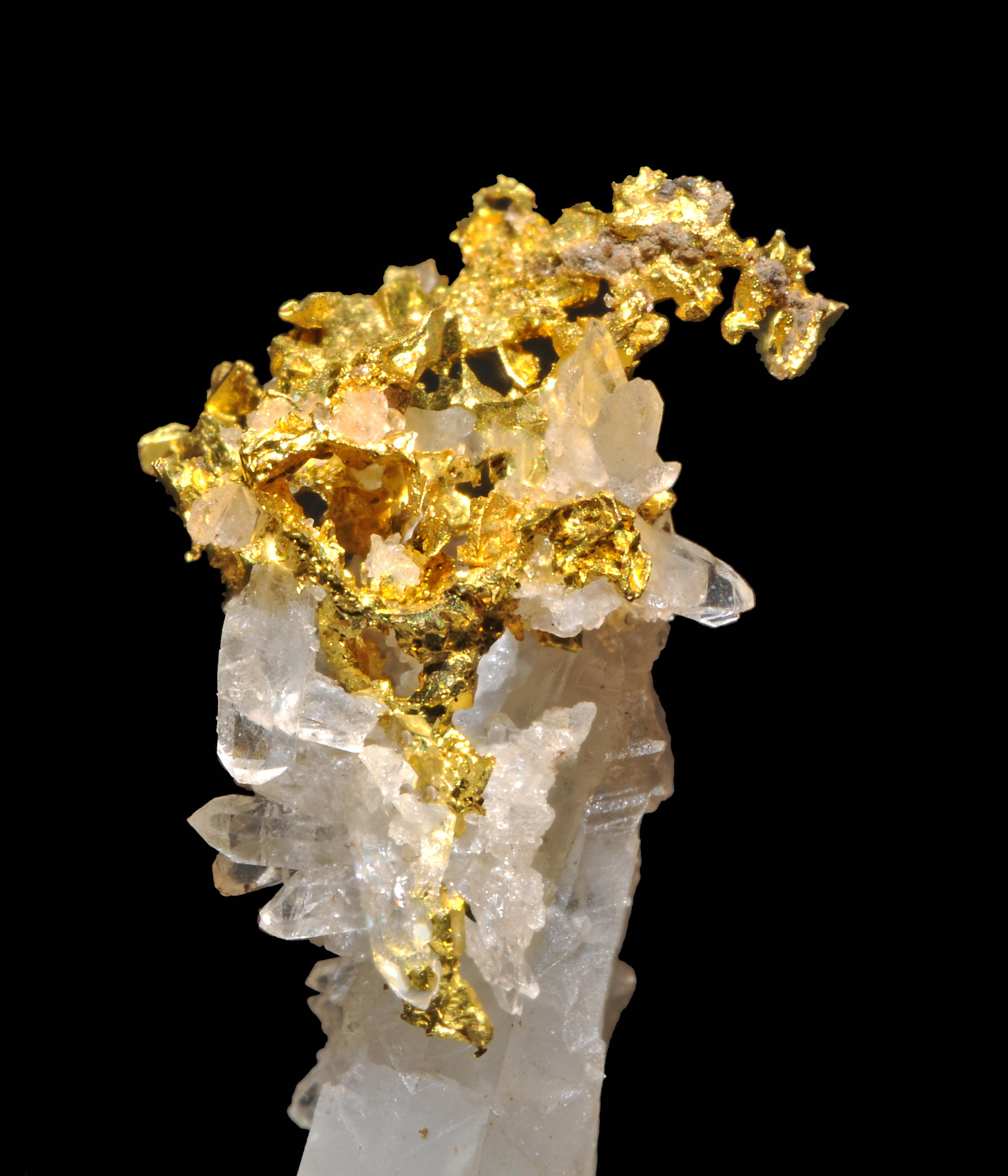
Gediegen Gold auf Quarzkristall aus der Mine Chamousira

Im Aostatal und Monte Rosa Gebiet bestanden einst zahlreiche Goldminen. Bedeutende Funde stammen aus Brusson. 1902 wurde die "Société des Mines d'or de l'Évançon", und 1908 die englische Firma "The Évançon Gold Mining Company Ltd". gegründet. Ab 2012 wurden die Minenanlagen in ein Museum umgewandelt das 2015 eröffnete.